# Uraria crinita
Uraria crinita är en ärtväxtart som först beskrevs av Carl von Linné, och fick sitt nu gällande namn av Dc.. Uraria crinita ingår i släktet Uraria och familjen ärtväxter. Inga underarter finns listade i Catalogue of Life.

## Bildgalleri

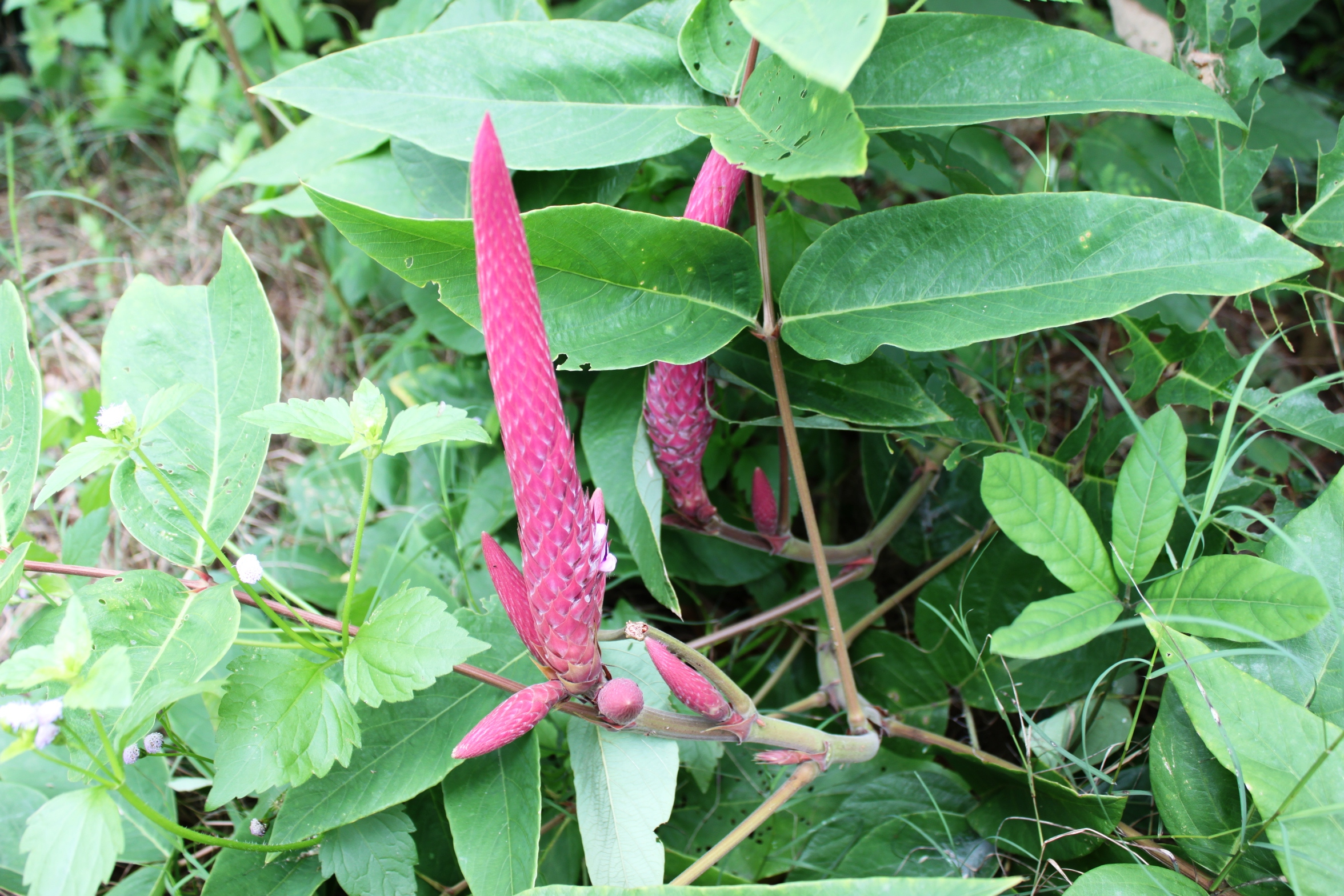
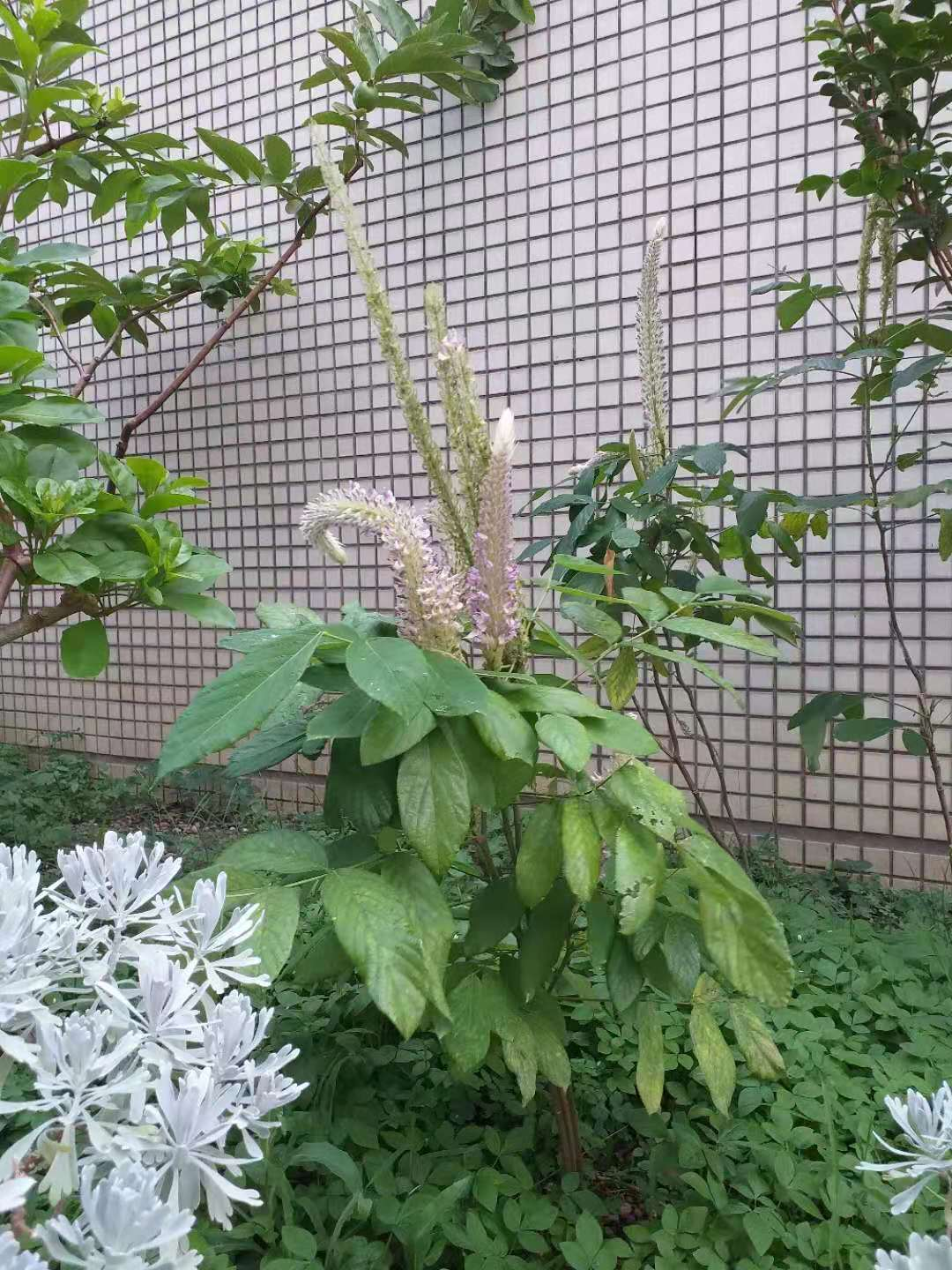
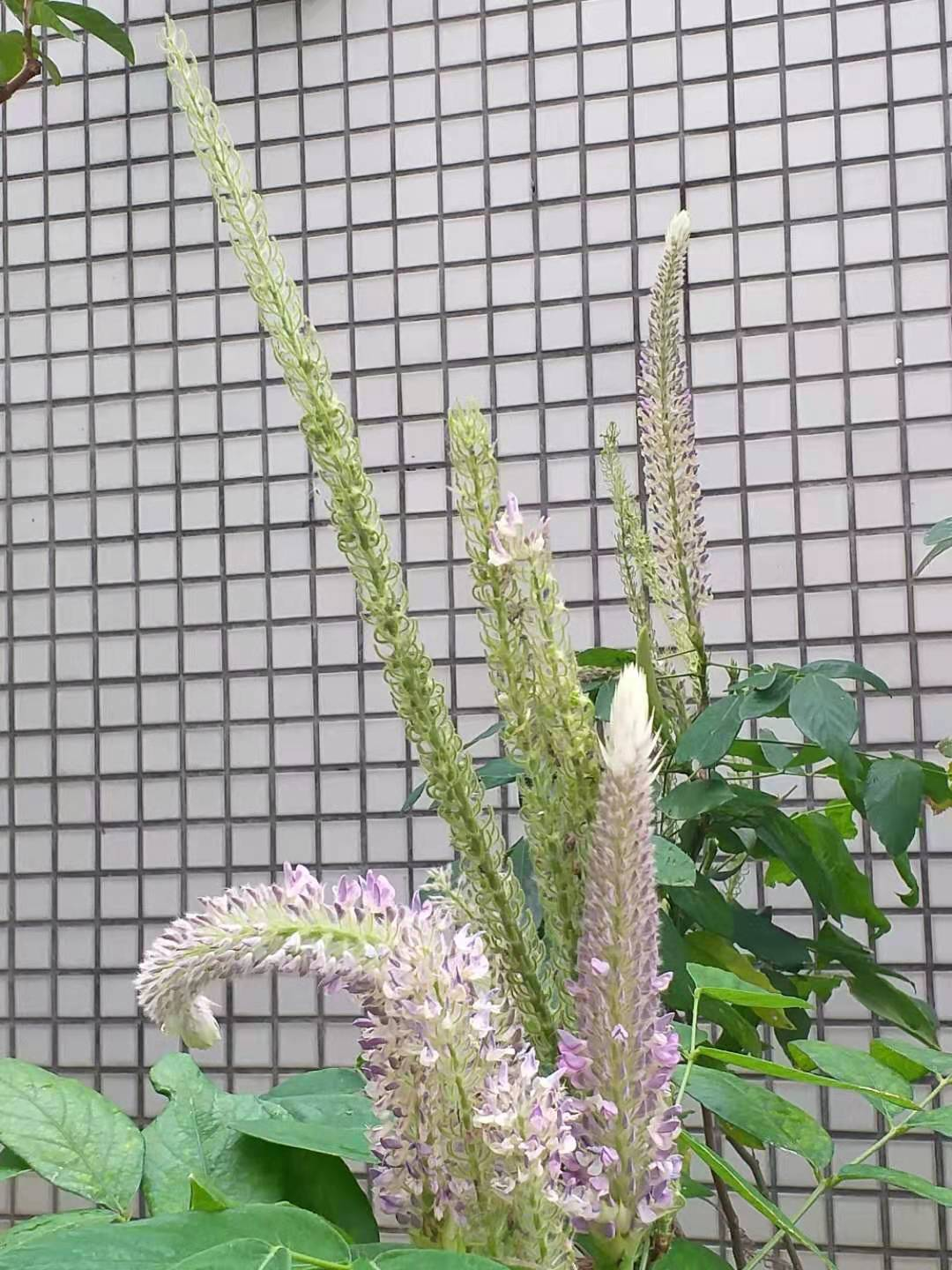
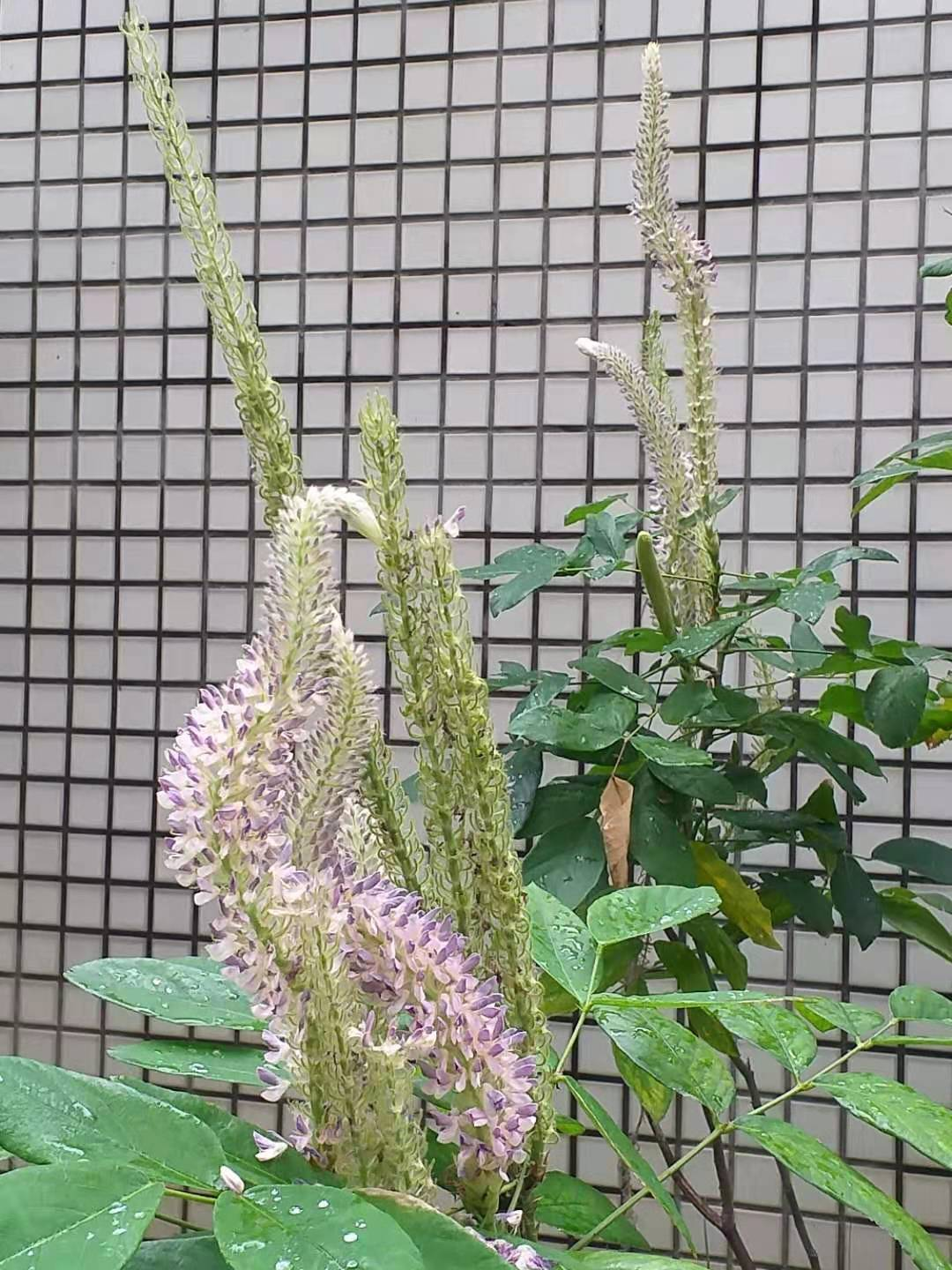
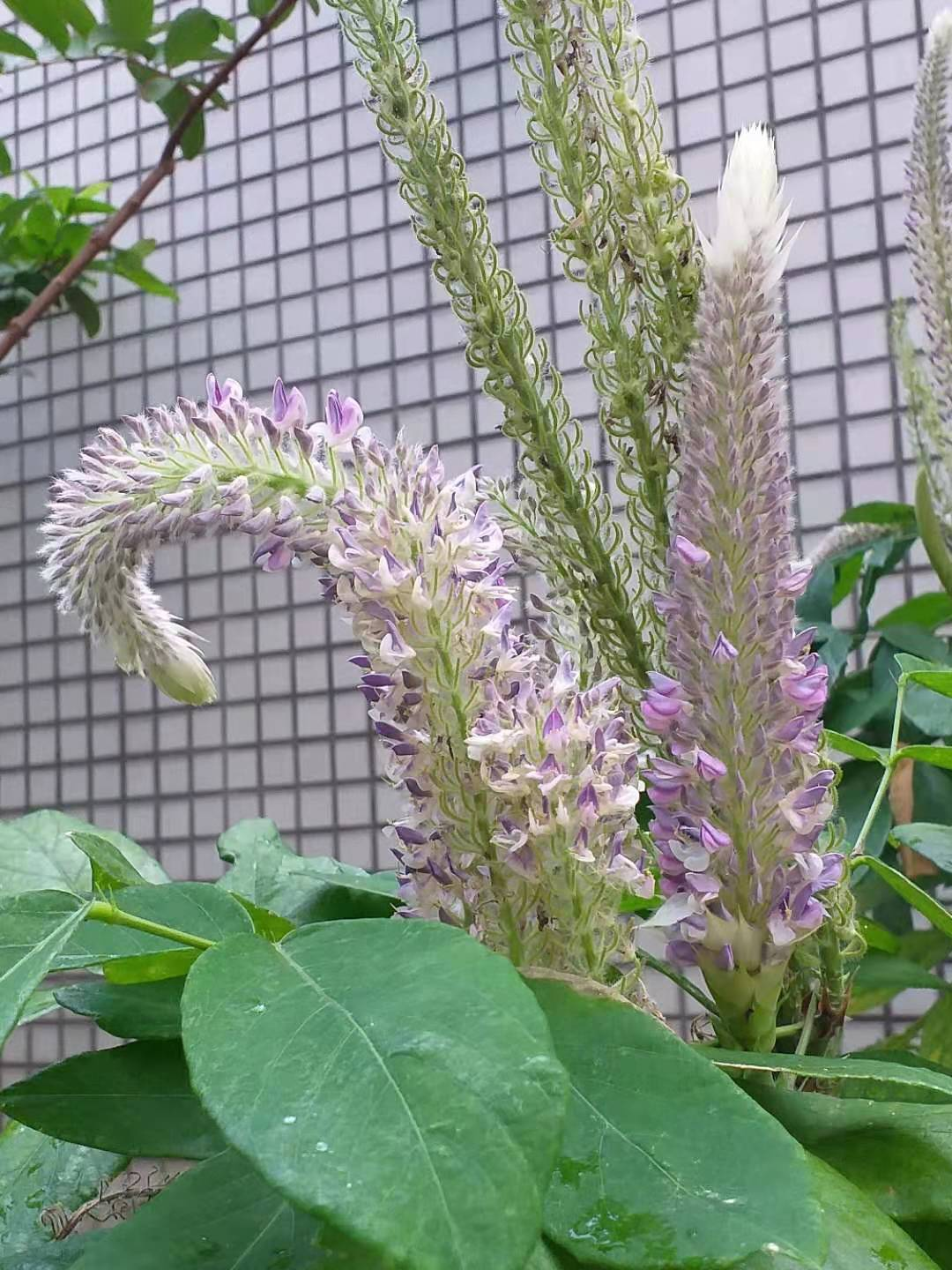
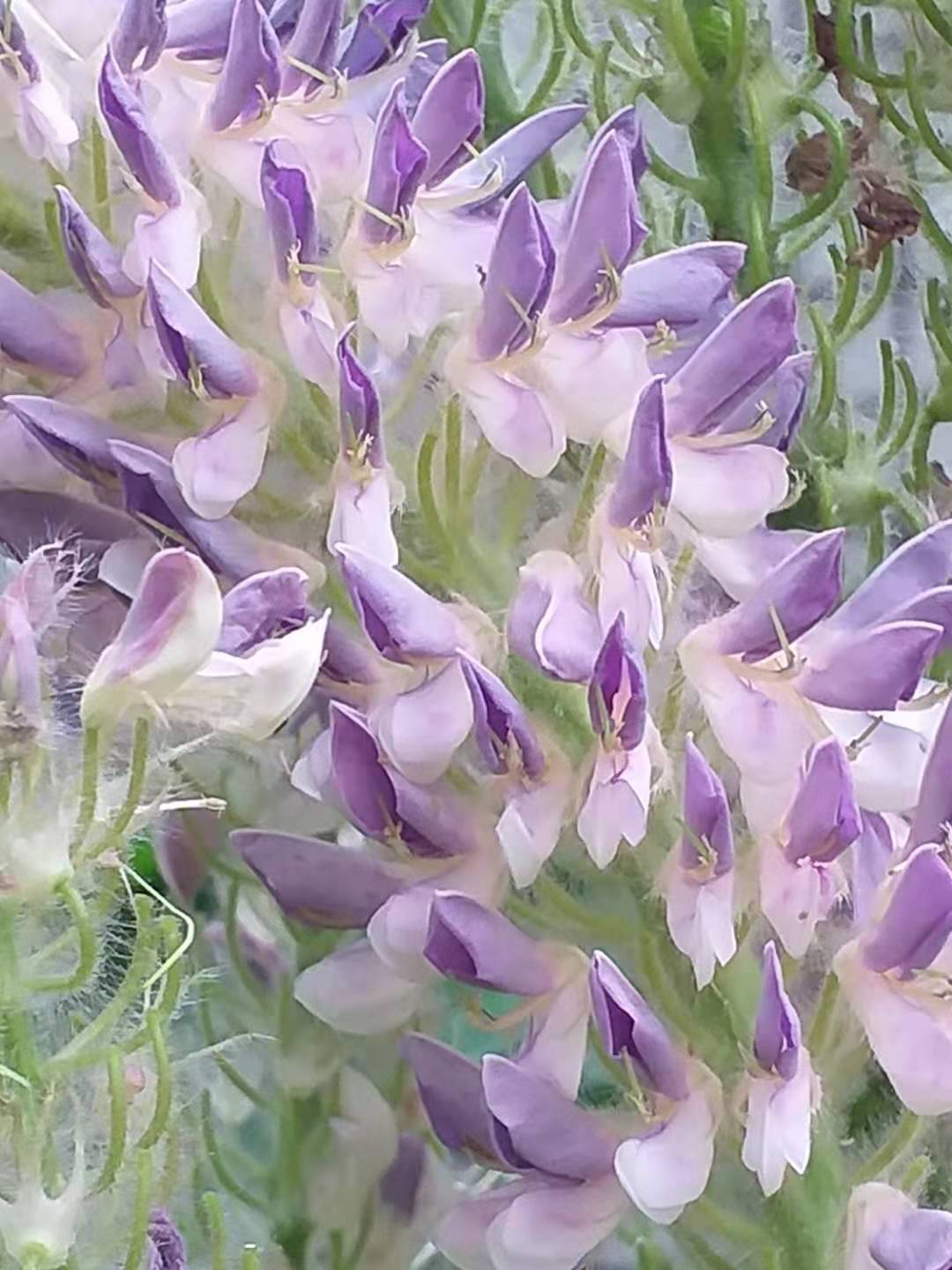